# تصمیم‌گیری چند شاخصه
تصمیم‌گیری چند شاخصه یا multiple Attribute Decision making و به اختصار MADM شاخه ای از تصمیم گیری چند معیاره می باشد. این نوع از تصمیم‌گیری شامل مدل‌ها و روش‌هایی می‌باشد که خود به دو دسته‌ی مدل‌های جبرانی و مدل‌های غیرجبرانی تقسیم می‌گردد.

## MADM چیست؟
در اکثر موارد تصمیم‌گیری ها وقتی مطلوب است که تصمیم‌گیری براساس چندین معیار یا شاخص باشد. معیارها ممکن است کمی یا کیفی باشند. در روشهای تصمیم‌گیری چند معیاره به جای استفاده از یک معیار سنجش بهینگی از چند معیار سنجش استفاده می شود. از روش های رایج تصمیم گیری چند معیاره می‌توان به روش تصمیم گیری چندمعیاره OPA و فرایند تحلیل سلسله‌مراتبی اشاره کرد. مدل‌های تصمیم گیری چند معیاره (MCDM) به دو دستۀ عمده مدل‌های چند هدفه MODM و مدل‌های چند شاخصه MADM تقسیم می‌شود. در حالت کلی مدل‌های چند هدفه به منظور طراحی و مدل‌های چند معیاره به منظور انتخاب گزینه برتر مورد استفاده قرار می‌گیرند. تفاوت اصلی مدل‌های تصمیم‌گیری چند هدفه با مدل های تصمیم‌گیری چند معیاره آن است که اولی در فضای تصمیم‌گیری پیوسته و دومی بر فضای تصمیم‌گیری گسسته تعریف می‌گردند.